# Turnus

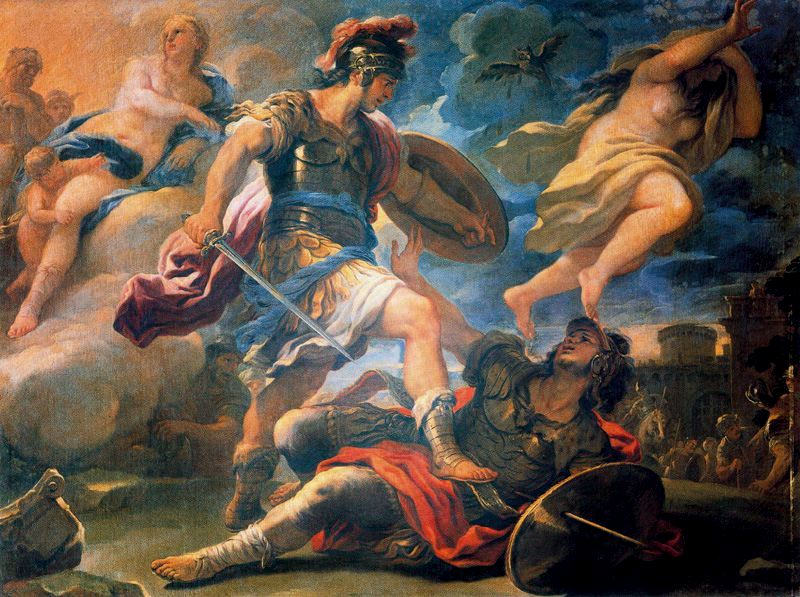
Eneas derrota a Turnus, Luca Giordano, (1634 - 1705), escena inspirada en el final de lEneida de Virgili.

D'acord amb la mitologia grega, Turnus (en català també Turn) va ser un heroi itàlic, rei dels rútuls, fill de Daune i de la nimfa Venília, i net de Pilumnus.
Turnus era germà de Juturna, i va ser promès a Lavínia, filla del rei Llatí. Però, com que després aquest rei va fer un nou compromís amb Eneas, Turnus no ho acceptà i els declarà la guerra, contràriament al desig de Llatí. Jove i violent, es mostrà cruel i acarnissat contra els estrangers que volien establir-se a la Itàlia central i va aixecar contra ells totes les poblacions veïnes. Fou mort per Eneas en un combat singular. Aquesta és la versió que dona Virgili.
Altres tradicions diuen que Turnus era un aliat de Llatí després que Eneas es casés amb Lavínia. Llatí l'hauria cridat perquè l'ajudes a acabar amb el saqueig que feien els troians a les terres del Laci. En la primera batalla va morir Llatí, i Turnus va fugir a la cort del rei Mezenci, on va aconseguir la seva protecció. Turnus va tornar a atacar Eneas, i en aquesta segona batalla, Turnus és mort per l'heroi troià.
En una altra versió, Eneas i Llatí són aliats. Turnus atacà amb els rútuls i en la batalla va morir, juntament amb Llatí.